# Travis McCoy
Travis Lazarus "Travie Schleprok" McCoy, född 6 augusti 1981, är en amerikansk sångare i hiphopgruppen Gym Class Heroes. McCoy växte upp i New York. Hans soloalbum Lazarus släpps 2010 under artistnamnet Travie McCoy.

## Musik
Travis gjorde sin MTV-debut när han uppträdde på scen i ett strandhus under det stora musikprogrammet MC Battle som hölls på MTV:s program Direct Effect. År 2010 samarbetade han med Bruno Mars och gjorde en låt vid namn "Billionaire".
Han är professionell rappare och har gjort stora hits som "Stereo hearts" och "Ass Back Home"